# Subprovinční nový obvod
Subprovinční nové obvody (čínsky v českém přepisu fu-šeng-ťi sin-čchü, pchin-jinem fùshěngjí xīnqū, znaky 副省级新区), též subprovinční městské obvody (čínsky v českém přepisu fu-šeng-ťi š’-sia-čchü, pchin-jinem fùshěngjí shì xiá qū, znaky 副省级市辖区), nebo nové obvody na státní úrovni (čínsky v českém přepisu kuo-ťia-ťi sin-čchü, pchin-jinem guó jiā jí xīnqū, znaky 国家级新区), zkráceně nové obvody (čínsky v českém přepisu sin-čchü, pchin-jinem xīnqū, znaky 新区) jsou zvláštní ekonomické zóny vzniklé reorganizací vybraných městských obvodů, přičemž získaly pravomoci subprovinčních měst. Cílem jejich založení bylo podpoření ekonomického rozvoje obvodu a následně i města ve kterém leží.
| Název                          | Název        | Název                 | Vznik             | Rozloha (km²) | Nadřízený celek |
| Český přepis                   | Znaky        | Pchin-jin             | Vznik             | Rozloha (km²) | Nadřízený celek |
| ------------------------------ | ------------ | --------------------- | ----------------- | ------------- | --------------- |
| Nová oblast Pchu-tung          | 浦东新区     | Pǔdōng Xīnqū          | 11. října 1993    | 1 210         | Šanghaj         |
| Nová oblast Pin-chaj           | 滨海新区     | Bīnhǎi Xīnqū          | 9. listopadu 2009 | 2 270         | Tchien-ťin      |
| Nová oblast Liang-ťiang        | 两江新区     | Liǎngjiāng Xīnqū      | 16. června 2010   | 1 205         | Čchung-čching   |
| Nová oblast souostroví Čou-šan | 舟山群岛新区 | Zhōushān Qúndǎo Xīnqū | 8. července 2011  | 1 440         | Čou-šan         |
| Nová oblast Lan-čou            | 兰州新区     | Lánzhōu Xīnqū         | 20. srpna 2012    | 806           | Lan-čou         |

Po roce 2012 vzniklo ještě několik desítek těchto obvodů, cca dvě desítky z nich byly zřízeny rozhodnutím centrální vlády, další pak jsou zřizovány a spravovány vládami provincií, případně prefektur.